# Alfie Stewart
Pour les articles homonymes, voir Stewart.
Alfie Stewart, né le 24 décembre 1993 à Islington, est un acteur britannique.

## Filmographie
- 2010 : The Bill : Andy Blake
- 2011 : Casualty : Lyall Ramsey
- 2011 : Sadie J : Keith Woods
- 2012 : Not Fade Awau : Keith
- 2012 : Merlin : Daegal
- 2010 : Invaincu : Archie
- 2013 : Le Village : Bert Middleton (adolescent)
- 2013 : Southcliffe : Danny
- 2013 : Ripper Street : David Goodbody
- 2013 : The Knife That Killed Me : Stevie
- 2013 : Patient 39 : Patient 39
- 2014 : Queen and Country : Henderson
- 2020 : Assiégés (The Outpost) de Rod Lurie : Zorias Yunger